# Club Deportivo Garcilaso
Club Deportivo Garcilaso ou simplesmente Deportivo Garcilaso é um time de futebol do Peru, da cidade de Cusco. O clube foi fundado em 13 de abril de 1957. O time participou da Liga 1, divisão máxima do futebol peruano, pela primeira vez na história em 2023. É um dos times mais tradicionais de Cusco junto com o Cienciano, seu eterno rival, com quem disputa o Clássico Imperial Cusqueño.
A equipe também é conhecida como Rico Garci e a sua torcida é chamada de Los Gatos. O clube possui como mascote o gato silvestre.

## Títulos

### Nacional
- Copa Peru:

Campeão (1): 2022

### Regional
- Etapa Regional-Região Sudeste:

Campeão (7): 1970, 1979, 1993, 1994, 2000, 2003, 2007
- Liga Departamental de Cusco:

Campeão (22): 1968, 1969, 1974, 1975, 1979, 1980, 1981, 1990, 1991, 1996, 1998, 2000, 2001, 2003, 2005, 2007, 2008, 2016, 2017, 2018, 2019, 2022 (Recorde)
- Liga Províncial de Cusco:

Campeão (16): 1968, 1969, 1974, 1975, 1978, 2003, 2007, 2008, 2009, 2011, 2012, 2014, 2016, 2018, 2019, 2022 (Recorde)
- Liga Distrital de Cusco:

Campeão (20): 1963, 1968, 1969, 1974, 1975, 1979, 1991, 1993, 1996, 1998, 2000, 2003, 2004, 2005, 2008, 2009, 2011, 2012, 2014, 2018